# Cola gilletii
Cola gilletii là một loài thực vật có hoa trong họ Cẩm quỳ. Loài này được De Wild. mô tả khoa học đầu tiên năm 1904.